# ロジャー・イーデンス
ロジャー・イーデンス（Roger Edens、1905年11月9日 - 1970年7月13日）は1940年代から50年代にかけてのMGMミュージカル映画で活躍したプロデューサー、ソングライター。

## 略歴
アメリカ合衆国テキサス州生まれ。ボールルーム・ダンスの伴奏ピアニストからはじめて、作詞・作曲を兼ねるソングライターとしてブロードウエイで成功し、映画界に転じた。
ハリウッド入りの後は、MGM社のミュージカル作品に多くかかわり、アーサー・フリードと共に制作や、ミュージカル作品の編曲などに携わった。ジュディ・ガーランドを『オズの魔法使い』のドロシーに起用し、多くの楽曲を提供した。

## 主な作品

### 映画
- ハロー・ドーリー! Hello, Dolly! 1969年
- 不沈のモリー・ブラウン The Unsinkable Molly Brown 1964年
- ジャンボ Billy Rose's Jumbo 1962年
- パリの恋人 Funny Face 1957年
- バラの肌着 Designing Woman 1957年
- いつも上天気 It's Always Fair Weather 1955年
- ブリガドーン Brigadoon 1954年
- 我が心に君深く Deep in My Heart 1954年
- バンド・ワゴン The Band Wagon 1953年
- 雨に唄えば Singin' in the Rain 1952年
- ベル・オブ・ニューヨーク The Belle of New York 1952年
- ショウ・ボート Show Boat 1951年
- 巴里のアメリカ人 An American in Paris 1951年
- アニーよ銃をとれ Annie Get Your Gun 1950年
- ブロードウェイのバークレー夫妻 The Barkleys of Broadway 1949年
- 踊る大紐育 On the Town 1949年
- イースター・パレード Easter Parade 1948年
- ジーグフェルド・フォリーズ Ziegfeld Follies 1946年
- ハーヴェイ・ガールズ The Harvey Girls 1946年
- ヨランダと泥棒 Yolanda and the Thief 1945年
- 若草の頃 Meet Me in St. Louis 1944年
- 姉妹と水兵 Two Girls and a Sailor 1944年
- ストライク・アップ・ザ・バンド Strike Up the Band 1940年
- 踊るブロードウェイ Broadway Melody of 1936 1935年

### 舞台
- 雨に唄えば Singin' in the Rain (1985年7月2日 - 1986年5月18日)
- ジュディ・ガーランド・ショー Judy Garland (1959年5月11日 - 1959年5月17日、1956年9月26日 - 1957年1月9日)
- Take a Chance 1932年11月26日 - 1933年1月1日)

## 受賞歴
ノミネート:
- 1939年、アカデミー作曲賞 - 『青春一座』ジョージー・ストールと共に
- 1940年、アカデミー作曲賞 - 『ストライク・アップ・ザ・バンド』ジョージー・ストールと共に
- 1940年、アカデミー歌曲賞 - 『ストライク・アップ・ザ・バンド』より「Our Love Affair」(作詞作曲)
- 1942年、アカデミー作曲賞 - 『フォー・ミー・アンド・マイ・ギャル』ジョージー・ストールと共に
- 1947年、アカデミー歌曲賞 - 『グッド・ニュース (1947年の映画)（英語版）』より「Pass That Peace Pipe」(作詞作曲)ラルフ・ブレイン、ヒュー・マーティンと共に

受賞:
- 1948年、アカデミー作曲賞 - 『イースター・パレード』ジョニー・グリーンと共に
- 1949年、アカデミー作曲賞 - 『踊る大紐育』レニー・ヘイトンと共に
- 1950年、アカデミー作曲賞 - 『アニーよ銃をとれ』 アドルフ・ドイチュと共に